# Солдат в голубом
«Солдат в голубом» (варианты переводов: «Голубой солдат», «Солдат в голубом мундире»; англ. Soldier Blue; 1970) — художественный фильм Ральфа Нельсона в жанре вестерн. В основу сюжета положено реальное событие, известное как Бойня на Сэнд-Крик.

## Сюжет
На колонну солдат напали шайенны. Выжили только молодой солдат Хоунас Гент и бывшая жена индейского вождя Криста Ли. Вдвоём они идут к цивилизации, спасаются от индейцев, встречают циничного торговца оружием. В финале Хоунас и Криста становятся свидетелями того, как американская армия жестоко уничтожает индейское поселение.

## В ролях
- Кэндис Берген — Кэти Мерибел (Криста) Ли
- Питер Стросс — Хоунас Гент
- Дональд Плезенс — Айзек Кью Камбер
- Джон Андерсон — полковник Айверсон
- Дана Элкар — капитан Батлес

## Съёмочная группа
- Производство: AVCO Embassy Pictures
- Режиссёр: Ральф Нельсон
- Продюсеры: Уильям Гилмор, Гэбриел Кацка, Джозеф Ливайн, Харольд Лоб
- Авторы сценария: Теодор Ольсен (роман), Джон Гэй
- Оператор: Роберт Хаузер
- Композитор: Рой Бадд
- Автор и исполнитель песни: Баффи Сент-Мари